# Задача гильотинного раскроя

Гильотинный раскрой.

Задача гильотинного раскроя — задача комбинаторной геометрии, близкая к задаче раскроя и задачам упаковки в контейнеры. Вопрос задачи — как получить максимальное число листов прямоугольного размера из листа большего размера, делая только гильотинные разрезы, то есть прямые разрезы от края до края.
Как и задача раскроя, является NP-полной задачей. Существует серия приближённых и точных алгоритмов решения задачи гильотинного раскроя.
Задача гильотинного раскроя важна при производстве листового стекла: листы стекла надрезаются горизонтальными и вертикальными прямыми, а затем разламываются вдоль надреза.